# Fabien Audard
Fabien Audard (nascut el 28 de març de 1978) és un exfutbolista professional francès que jugava com a porter.

## Carrera de club
Nascut a Toulouse, Haute-Garonne, Midi-Pyrénées, Audard va començar la seva carrera al club local, el Toulouse FC, on es va formar. Va debutar-hi com a suplent en partit de la Ligue 1 contra l'Olympique de Marseille el 3 d'octubre de 1998. El Toulouse ja anava perdent per un gol, i acabà 2–0. El primer gol li va marcar Fabrizio Ravanelli.
El 4 de novembre de 2000 Audard va jugar el seu següent partit, el matx sencer en un empat a zero entre el Toulouse 0–0 i el RC Strasbourg. Va jugar quatre partits més aquella temporada abans de marxar al SC Bastia l'agost de 2001.
Audard no va jugar pel Bastia en la seva primera temporada allà, i fou cedit al Lorient de la Ligue 2 per la temporada 2002–03, i hi va jugar trenta partits. El traspàs es féu definitiu i la temporada 2003–04 li va permetre jugar 25 partits més. L'AS Monaco el va rebre cedit per la temporada 2004–05, en què va jugar quatre partits, com a segona opció rere Flavio Roma.
Després de tornar al Lorient, Audard es va perdre només un partit de la temporada 2005–06, en què van promocionar.